# The Wooster Group
The Wooster Group je experimentální divadelní společnost založená v New Yorku, která vznikala postupně během let 1975 až 1980 oddělením od divadla The Performance Group, které vedl Richard Schechner. Vlastní název, tedy The Wooster Group, začala společnost používat v roce 1980. Inscenace, které vznikly před rokem 1980 nezávisle na Schechnerově společnosti, jsou retrospektivně připisovány skupině The Wooster Group. Společnost vytvořila řadu originálních her. Vedoucím souboru je Elizabeth LeCompte a mezi zakládající členy patří například Willem Dafoe, Spalding Gray a Kate Valk. Sídlem společnosti je divadlo Performing Garage, které se nachází na manhattanské ulici Wooster Street (odtud název), č. p. 33. Jde o neziskovou divadelní společnost, která existuje díky grantům a darům od příznivců. Získala například několik grantů od organizace Carnegie Corporation.